# چغا تپه
چغا تپه مربوط به دوره عیلامیان است و در گتوند، ابتدای شهر واقع شده و این اثر در تاریخ ۸ خرداد ۱۳۷۸ با شمارهٔ ثبت ۲۳۳۲ به‌عنوان یکی از آثار ملی ایران به ثبت رسیده است.
این تپه در ورودی شهر گتوند (جاده اصلی گتوند-شوشتر) واقع در شمال استان خوزستان است این تپه بیش از 3400 سال قدمت دارد.
براساس مطالعات انجام شده بنایی از نوع معابد ایلامی و از دوران تاریخی ایلام میانی است که براساس آجر نوشته های کشف شده مربوط به اونتاش گال پسر 'هومبان من' است.این پادشاه بانی بنای مشهور چغازنبیل از بزرگترین معابد ایلامی است و بر اساس روایات وی دستور ساخت 20 معبد را در سراسر قلمرو خود داده است که تپه باستانی چغا در شهر گتوند یکی ازمعابد مذکور می باشد.